# Kilasu Massamba
Kilasu Massamba (22. prosince 1950, Kinshasa – 25. června 2020) byl konžský fotbalista, záložník.

## Fotbalová kariéra
Byl členem reprezentace Zairu na Mistrovství světa ve fotbale 1974, nastoupil ve všech 3 utkáních. Byl členem reprezentace Zairu na Africkém poháru národů 1972 a 1976. Za reprezentaci Zairu hrál v letech 1972–1976. Na klubové úrovni hrál za AS Dragons a CS Imana Kinshasa.